# Trutnica lucernowa
Trutnica lucernowa (Melitturga clavicornis) – gatunek pszczoły z rodziny pszczolinkowatych (Andrenidae). Występuje w Europie i Azji, w Polsce stwierdzona na nielicznych stanowiskach.
Długość ciała 13–15 mm. Samica z wyglądu przypomina pszczolinkę, samiec – m.in. ze względu na duże oczy – pszczołę miodną.
Samce w poszukiwaniu partnerek patrolują okolicę, latając nisko nad ziemią, i podlatując gwałtownie do zauważonej samicy. Trutnica lucernowa zakłada gniazda w koloniach, jednak jest pszczołą samotną, tzn. każde gniazdo w kolonii należy do jednej samicy. Oligolektyczna, odwiedza rośliny z rodziny motylkowych. Pyłek jest przenoszony do gniazda w formie zwilżonej nektarem.